# Mittfrühling

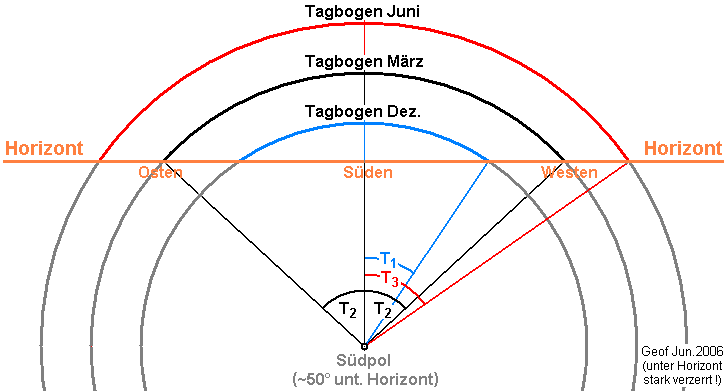
Tagbögen der Sonne in Mitteleuropa, Blick nach Süden (schematisch)

Als Mittfrühling bezeichnet man in der Meteorologie die mittlere Phase des Frühlings, im Allgemeinen die Zeit von Mitte März bis Mitte April. Nach anderen Konzepten beschreibt es speziell das Mitte April volle Einsetzen der Vegetationsperiode, so als Erstfrühling in der Phänologie.
Der astronomische Frühlingsbeginn, die Frühlings-Tag-und-Nacht-Gleiche (das aufsteigende Äquinoktium) liegt um den 21. März (es kann auf den Tag davor oder danach fallen), der meteorologische Frühlingsbeginn – aus statistischen Gründen – 1. März, daher nennt man allgemein das mittlere Drittel des meteorologischen Frühlings, nach Ende des Vorfrühlings, den Mittfrühling oder Hochfrühling (wobei Letzteres oft auch das Ende des Frühling, den Vollfrühling meint). Das astronomische Konzept kommt ursprünglich aus der Berechnung des Osterdatums, das das Maximum des Frühling-Werdens beschreiben soll: Um die Tagundnachtgleiche ist die tägliche Verlängerung des Lichten Tages am höchsten, innerhalb einer Woche verlängert sich der Tag um etwa eine halbe Stunde (bis über 4 min/d), dann schwächt sich das auffallende Längerwerden schnell wieder ab.
Nach dem Singularitätenmodell von Hermann Flohn aus den 1940ern hat man den Mittfrühling (abgekürzt Fm) als eine für Mitteleuropa typische Hochdrucklage um den 17.–22. April spezifiziert. Diese Situation, die in der Mitte des 20. Jahrhunderts deutlich war, ist im frühen 21. Jahrhundert wenig signifikant.
Der phänologische Kalender bestimmt das tatsächliche Eintreten des Vegetationsbeginns im Jahr. Um das messen zu können, bestimmt man Zeigerpflanzen oder charakteristisches Tierverhalten, über das man statistisch das Fortschreiten von Süd nach Nord ermitteln kann (Isochronenmodell), und wie weit das Jahr vor Ort im Vergleich zu anderen fortgeschritten ist. Der Erstfrühling als Phänologische Jahreszeit beginnt in Mitteleuropa um Anfang April, in höheren Lagen und Breiten auch viel später. Er äußert sich
- in der Blüte[2] des Buschwindröschens, des Löwenzahns und der Forsythie, später von Schlehdorn und Ahorn, Vogel-(Wild-)Kirsche. Die Blätter treiben aus[3] und entfalten sich,[4] zunächst Haselstrauch, Rosskastanie und Birke, etwa eine Woche später auch Rotbuche, Stieleiche, Linde und Ahorne, auch im Besonderen im Bergland (Wilde) Heidelbeere, Bergahorn und Lärche (Nadeln).
- Landwirtschaftliche Zeiger sind ergrünendes Dauergrünland, das Wintergetreide schosst (geht auf),[5] der Raps schiebt[6] Ähren und bildet Knospen.[7] Auch beginnt die Aussaat[8] von Spätkartoffeln, Futterrüben, Mais und Sonnenblumen. Im Obst- und Weinbau erblühen Stachel- und Johannisbeere, Süß-(Kultur-)Kirsche, Pflaume (Zwetschge), Apfel und Birne. Die  Weinrebe blutet das erste Mal (Saftfluss an den Schnittstellen).

Die typischen Vorfrühlingblüher sind meist „Hummelblumen“, weil die Hummeln eine Bienengruppe sind, die bei viel tieferen Temperaturen fliegen können, und daher früher mit dem Bestäuben beginnen können. Im Mittfrühling fliegt dann insbesondere die Honigbiene.
Im Chinesischen Bauernkalender, der das Jahr in 24 Untergliederungen teilt, umfasst der Erstfrühling die Zeit nach „Erwachen der Insekten“ (驚蟄,  jīngzhé – 5./6. März), den „Mittfrühling“(春分,  chūnfēn – nach der Frühlings-Tagundnachtgleiche 20./21. März), „Lichte Klarheit“ (auch als „Glanz und Schein“ übersetzbar, 清明,  qīngmíng – 4./5. April) und „Getreideregen (Kornregen)“ (穀雨,  gǔyǔ –  20./21. April). Die Wetterregeln, die vor allem für Nordchina gelten, lassen für diese Tage ohne Spätfrost und bei leichtem Regen und warmen Winden gute Ernte erhoffen. Zu Qingming gedenkt man der Toten, wie man das Europa zu Allerseelen im Herbst macht. Guyu ist, wie der Name sagt, die Zeit der Getreidesaat.
In Japan tritt der Mittfrühling nordostwärts wandernd vom späten März in Kyūshū bis um Anfang Mai in Hokkaidō ein. Phänologisch wird das an der Kirschblütenfront festgestellt, die in Japan von enormer medialer Bedeutung ist, weil das Kirschblütenfest (Hanami, 花見 ‚Blüten betrachten‘) eines der wichtigsten Feste ist.